# Persone di nome Fabrizio
| Questa pagina contiene informazioni ricavate automaticamente dalle voci biografiche con l'ausilio del template Bio e di un bot. L'aggiornamento è periodico e automatico e ricostruisce completamente la pagina. Se manca una persona in questa lista, sei pregato di non aggiungerla, ma accertati piuttosto che la sua voce biografica contenga il template Bio e che i dati anagrafici siano correttamente compilati. Se il template Bio manca, inseriscilo tu stesso o, in alternativa, metti l'avviso {{tmp\|Bio}} che ne segnala la mancanza. Se i dati riportati sono sbagliati, correggi direttamente la voce biografica; le modifiche saranno visibili in questa lista entro pochi giorni. Per chiarimenti vedi il progetto antroponimi. La lista contiene solo le 327 persone che sono citate nell'enciclopedia e per le quali è stato implementato correttamente il template Bio. Pagina aggiornata al 6 ago 2025. |

Questa è una lista di persone presenti nell'enciclopedia che hanno il nome Fabrizio, suddivise per attività principale.

## Allenatori di calcio(13)
- Fabrizio Cacciatore, allenatore di calcio e ex calciatore italiano (Torino, n. 1986)
- Fabrizio Cammarata, allenatore di calcio e ex calciatore italiano (Caltanissetta, n. 1975)
- Fabrizio Caracciolo, allenatore di calcio e ex calciatore italiano (Lecce, n. 1974)
- Fabrizio Casazza, allenatore di calcio e ex calciatore italiano (Genova, n. 1970)
- Fabrizio Castori, allenatore di calcio e ex calciatore italiano (San Severino Marche, n. 1954)
- Fabrizio Costantini, allenatore di calcio sammarinese (San Marino, n. 1968)
- Fabrizio Ferron, allenatore di calcio e ex calciatore italiano (Bollate, n. 1965)
- Fabrizio Gorin, allenatore di calcio e calciatore italiano (Venezia, n. 1954 - Genova, † 2002)
- Fabrizio Grillo, allenatore di calcio, dirigente sportivo e ex calciatore italiano (Roma, n. 1987)
- Fabrizio Levati, allenatore di calcio e dirigente sportivo italiano (Monza, n. 1945 - Monza, † 1995)
- Fabrizio Lorieri, allenatore di calcio e ex calciatore italiano (Massa, n. 1964)
- Fabrizio Piccareta, allenatore di calcio e ex calciatore italiano (Genova, n. 1965)
- Fabrizio Romondini, allenatore di calcio e ex calciatore italiano (Roma, n. 1977)

## Allenatori di pallacanestro(1)
- Fabrizio Frates, allenatore di pallacanestro e dirigente sportivo italiano (Milano, n. 1959)

## Anatomisti(1)
- Fabrizio Bartoletti, anatomista e filosofo italiano (Bologna, n. 1587 - Lendinara, † 1630)

## Archeologi(1)
- Fabrizio Pesando, archeologo italiano (Ivrea, n. 1958 - San Benedetto del Tronto, † 2023)

## Architetti(3)
- Fabrizio Bruno, architetto italiano (Roma, n. 1926 - Roma, † 2000)
- Fabrizio Carini Motta, architetto e pittore italiano (Mantova - † 1700)
- Fabrizio Carola, architetto, designer e urbanista italiano (Napoli, n. 1931 - Napoli, † 2019)

## Artisti(3)
- Fabrizio Crisafulli, artista italiano (Catania, n. 1948)
- Fabrizio Passarella, artista italiano (Contarina, n. 1953)
- Fabrizio Plessi, artista italiano (Reggio Emilia, n. 1940)

## Astronomi(2)
- Fabrizio Bernardi, astronomo italiano (Pomezia, n. 1972)
- Fabrizio Tozzi, astronomo italiano (Ravenna, n. 1970)

## Attori(24)
- Fabrizio Bentivoglio, attore, regista e sceneggiatore italiano (Milano, n. 1957)
- Fabrizio Biggio, attore e comico italiano (Firenze, n. 1974)
- Fabrizio Bracconeri, attore e personaggio televisivo italiano (Roma, n. 1964)
- Fabrizio Bucci, attore italiano (Roma, n. 1979)
- Fabrizio Capucci, attore italiano (Roma, n. 1939 - Roma, † 2024)
- Fabrizio Careddu, attore italiano (Correggio, n. 1980)
- Fabrizio Colica, attore e comico italiano (Roma, n. 1991)
- Fabrizio Contri, attore italiano (Massa, n. 1961)
- Fabrizio Croci, attore italiano (Parma, n. 1974)
- Fabrizio Falco, attore e regista teatrale italiano (Messina, n. 1988)
- Fabrizio Ferracane, attore italiano (Mazara del Vallo, n. 1965)
- Fab Filippo, attore, scrittore e regista canadese (Toronto, n. 1973)
- Fabrizio Forte, attore cinematografico italiano (Roma, n. 1967)
- Fabrizio Gifuni, attore e regista teatrale italiano (Roma, n. 1966)
- Fabrizio Jovine, attore italiano (Roma, n. 1939 - Roma, † 2023)
- Fabrizio Mioni, attore e designer italiano (Roma, n. 1930 - Los Angeles, † 2020)
- Fabrizio Moroni, attore italiano (Firenze, n. 1943 - Roma, † 2006)
- Fabrizio Nevola, attore italiano (San Giorgio a Cremano, n. 1979)
- Fabrizio Pucci, attore, doppiatore e direttore del doppiaggio italiano (Roma, n. 1957)
- Fabrizio Romano, attore italiano (Palermo, n. 1974)
- Fabrizio Rongione, attore e produttore cinematografico belga (Bruxelles, n. 1973)
- Fabrizio Sabatucci, attore italiano (Roma, n. 1972)
- Fabrizio Traversa, attore italiano (Bari, n. 1985)
- Fabrizio Vidale, attore, doppiatore e conduttore radiofonico italiano (Roma, n. 1970)

## Attori teatrali(1)
- Fabrizio De Fornaris, attore teatrale e commediografo italiano (Napoli, n. 1550 - Napoli, † 1637)

## Banchieri(2)
- Fabrizio Saccomanni, banchiere, economista e politico italiano (Roma, n. 1942 - San Teodoro, † 2019)
- Fabrizio Viola, banchiere italiano (Roma, n. 1958)

## Bassisti(1)
- Fabrizio Palermo, bassista e polistrumentista italiano (Milano, n. 1965)

## Batteristi(1)
- Fabrizio Moretti, batterista brasiliano (Rio de Janeiro, n. 1980)

## Bobbisti(1)
- Fabrizio Tosini, ex bobbista italiano (Parma, n. 1969)

## Botanici(1)
- Fabrizio Cortesi, botanico italiano (n. 1879 - † 1949)

## Calciatori(25)
- Fabrizio Angileri, calciatore argentino (Junín, n. 1994)
- Fabrizio Barontini, ex calciatore italiano (Cascina, n. 1941)
- Fabrizio Bartolini, calciatore italiano (Orbetello, n. 1924 - Roma, † 1991)
- Fabrizio Berni, ex calciatore italiano (Castelfiorentino, n. 1949)
- Fabrizio Bucciarelli, ex calciatore italiano (Roma, n. 1967)
- Fabrizio Buschiazzo, calciatore uruguaiano (Juan Lacaze, n. 1996)
- Fabrizio Caligara, calciatore italiano (Borgomanero, n. 2000)
- Fabrizio Catelli, ex calciatore e allenatore di calcio italiano (L'Aquila, n. 1969)
- Fabrizio Correa, calciatore uruguaiano (Montevideo, n. 2001)
- Fabrizio Ferrigno, calciatore e dirigente sportivo italiano (Napoli, n. 1973 - Catania, † 2020)
- Fabrizio Ficini, ex calciatore italiano (Empoli, n. 1973)
- Fabrizio Fioretti, ex calciatore italiano (Roma, n. 1966)
- Fabrizio Lucchi, ex calciatore italiano (Gambettola, n. 1957)
- Fabrizio Mastini, ex calciatore italiano (Rimini, n. 1964)
- Fabrizio Melara, calciatore italiano (Civitavecchia, n. 1986)
- Fabrizio Paghera, calciatore italiano (Brescia, n. 1991)
- Fabrizio Pelliccioni, ex calciatore sammarinese (n. 1976)
- Fabrizio Peralta, calciatore paraguaiano (Asunción, n. 2002)
- Fabrizio Poletti, ex calciatore e allenatore di calcio italiano (Bondeno, n. 1943)
- Fabrizio Poli, calciatore italiano (Bordighera, n. 1989)
- Fabrizio Pratticò, calciatore italiano (Reggio Calabria, n. 1990)
- Fabrizio Provitali, ex calciatore italiano (Roma, n. 1968)
- Fabrizio Roca, calciatore peruviano (Lima, n. 2002)
- Fabrizio Sartori, calciatore argentino (Rio Gallegos, n. 2002)
- Fabrizio Zambrella, ex calciatore svizzero (Ginevra, n. 1986)

## Canottieri(1)
- Fabrizio Ravasi, ex canottiere italiano (Milano, n. 1965)

## Cantanti(3)
- Fabrizio Faniello, cantante maltese (La Valletta, n. 1981)
- Fabrizio Ferretti, cantante italiano (Rosignano Solvay, n. 1945)
- Fabrizio Voghera, cantante e attore italiano (Torino, n. 1968)

## Cantautori(6)
- Fabrizio Coppola, cantautore italiano (Milano, n. 1974)
- Fabrizio De André, cantautore italiano (Genova, n. 1940 - Milano, † 1999)
- Nikki, cantautore, chitarrista e conduttore radiofonico italiano (Foggia, n. 1971)
- Fabrizio Moro, cantautore e regista italiano (Roma, n. 1975)
- Fabrizio Poggi, cantautore e armonicista italiano (Voghera, n. 1958)
- Fabrizio Zanotti, cantautore e musicista italiano (Ivrea, n. 1969)

## Cardinali(9)
- Fabrizio Paolucci, cardinale e arcivescovo cattolico italiano (Forlì, n. 1651 - Roma, † 1726)
- Fabrizio Ruffo, cardinale, politico e generale italiano (San Lucido, n. 1744 - Napoli, † 1827)
- Fabrizio Savelli, cardinale italiano (Ravenna, n. 1607 - Roma, † 1659)
- Fabrizio Sceberras Testaferrata, cardinale e arcivescovo cattolico maltese (La Valletta, n. 1757 - Senigallia, † 1843)
- Fabrizio Serbelloni, cardinale e arcivescovo cattolico italiano (Milano, n. 1695 - Roma, † 1775)
- Fabrizio Spada, cardinale italiano (Roma, n. 1643 - Roma, † 1717)
- Fabrizio Turriozzi, cardinale italiano (Toscanella, n. 1755 - Roma, † 1826)
- Fabrizio Verallo, cardinale e vescovo cattolico italiano (Roma, n. 1560 - Roma, † 1624)
- Fabrizio Verospi, cardinale italiano (Roma, n. 1571 - Roma, † 1639)

## Cestisti(2)
- Fabrizio Ambrassa, ex cestista e allenatore di pallacanestro italiano (Savigliano, n. 1969)
- Fabrizio Della Fiori, ex cestista italiano (Formigara, n. 1951)

## Chirurghi(1)
- Fabrizio Padula, chirurgo italiano (Trivigno, n. 1861 - Napoli, † 1933)

## Chitarristi(2)
- Fabrizio Bai, chitarrista e compositore italiano (Grosseto, n. 1977)
- Fabrizio Leo, chitarrista italiano (Abbiategrasso, n. 1971)

## Ciclisti su strada(5)
- Fabrizio Bontempi, ex ciclista su strada e dirigente sportivo italiano (Brescia, n. 1966)
- Fabrizio Convalle, ex ciclista su strada italiano (Carrara, n. 1965)
- Fabrizio Settembrini, ex ciclista su strada italiano (Imola, n. 1967)
- Fabrizio Vannucci, ex ciclista su strada italiano (Grosseto, n. 1960)
- Fabrizio Verza, ex ciclista su strada italiano (Granze, n. 1959)

## Comici(4)
- Fabrizio Casalino, comico e cantautore italiano (Genova, n. 1970)
- Fabrizio Fontana, comico, cabarettista e personaggio televisivo italiano (Milano, n. 1970)
- Martufello, comico, cabarettista e umorista italiano (Sezze, n. 1951)
- I Sansoni, comico italiano (Palermo, n. 1992)

## Compositori(6)
- Fabrizio Campanelli, compositore italiano (Livorno, n. 1973)
- Fabrizio Castania, compositore e direttore d'orchestra italiano (Padova, n. 1976)
- Fabrizio De Rossi Re, compositore italiano (Roma, n. 1960)
- Fabrizio Dentice, compositore, liutista e gambista italiano (Napoli, n. 1539 - Napoli, † 1581)
- Fabrizio Festa, compositore italiano
- Fabrizio Fornaci, compositore italiano (Roma, n. 1959)

## Condottieri(2)
- Fabrizio Colonna, condottiero italiano (n. 1525 - Viadana, † 1551)
- Fabrizio Maramaldo, condottiero italiano (Napoli, n. 1494 - Napoli, † 1552)

## Conduttori radiofonici(1)
- Fabrizio Casadio, conduttore radiofonico, conduttore televisivo e ingegnere italiano (Torino, n. 1935 - Milano, † 2015)

## Conduttori televisivi(2)
- Fabrizio Casati, conduttore televisivo e giornalista svizzero (Locarno, n. 1976)
- Fabrizio Frizzi, conduttore televisivo e conduttore radiofonico italiano (Roma, n. 1958 - Roma, † 2018)

## Coreografi(2)
- Fabrizio Mainini, coreografo italiano (Roma, n. 1968)
- Fabrizio Monteverde, coreografo italiano (Roma, n. 1958)

## Criminali(2)
- Fabrizio Piscitelli, criminale italiano (Roma, n. 1966 - Roma, † 2019)
- Fabrizio Selis, criminale italiano (Siniscola, n. 1954 - Avezzano, † 1990)

## Diplomatici(1)
- Fabrizio Rossi Longhi, diplomatico e commediografo italiano (Roma, n. 1926 - Roma, † 2022)

## Direttori d'orchestra(1)
- Fabrizio Dorsi, direttore d'orchestra e musicologo italiano (Napoli, n. 1958)

## Direttori della fotografia(1)
- Fabrizio Lucci, direttore della fotografia italiano (Roma, n. 1961)

## Direttori di coro(1)
- Fabrizio Barchi, direttore di coro italiano (Roma, n. 1957)

## Dirigenti d'azienda(4)
- Fabrizio Giannini, dirigente d'azienda e produttore discografico italiano (Milano, n. 1960)
- Fabrizio Palenzona, dirigente d'azienda, banchiere e politico italiano (Novi Ligure, n. 1953)
- Fabrizio Palermo, dirigente d'azienda italiano (Perugia, n. 1971)
- Fabrizio Salini, dirigente d'azienda italiano (Roma, n. 1967)

## Dirigenti pubblici(2)
- Fabrizio Curcio, dirigente pubblico e vigile del fuoco italiano (Roma, n. 1966)
- Fabrizio Del Noce, dirigente pubblico, giornalista e ex politico italiano (Torino, n. 1948)

## Dirigenti sportivi(10)
- Fabrizio Di Mauro, dirigente sportivo e ex calciatore italiano (Roma, n. 1965)
- Fabrizio Fabbri, dirigente sportivo e ciclista su strada italiano (Ferruccia di Agliana, n. 1948 - Pisa, † 2019)
- Fabrizio Fabris, dirigente sportivo, allenatore di calcio e ex calciatore italiano (Napoli, n. 1968)
- Fabrizio Guidi, dirigente sportivo e ex ciclista su strada italiano (Pontedera, n. 1972)
- Fabrizio Larini, dirigente sportivo e ex calciatore italiano (Parma, n. 1953)
- Fabrizio Lucchesi, dirigente sportivo italiano (Empoli, n. 1961)
- Fabrizio Miccoli, dirigente sportivo, allenatore di calcio e ex calciatore italiano (Nardò, n. 1979)
- Fabrizio Pasqua, dirigente sportivo e ex arbitro di calcio italiano (Nocera Inferiore, n. 1982)
- Fabrizio Ravanelli, dirigente sportivo, allenatore di calcio e ex calciatore italiano (Perugia, n. 1968)
- Fabrizio Salvatori, dirigente sportivo e ex calciatore italiano (Pesaro, n. 1955)

## Disc jockey(1)
- Gino Latino, disc jockey italiano (Torino, n. 1968)

## Doppiatori(4)
- Fabrizio De Flaviis, doppiatore e direttore del doppiaggio italiano (Roma, n. 1988)
- Fabrizio Manfredi, doppiatore, dialoghista e direttore del doppiaggio italiano (Roma, n. 1967)
- Fabrizio Mazzotta, doppiatore, direttore del doppiaggio e dialoghista italiano (Monza, n. 1963)
- Fabrizio Temperini, doppiatore, direttore del doppiaggio e attore italiano (Roma, n. 1954)

## Drammaturghi(2)
- Fabrizio Bartolucci, drammaturgo, attore e regista italiano (Fano, n. 1958)
- Fabrizio Caleffi, commediografo, regista e attore italiano (Milano, n. 1952)

## Economisti(3)
- Fabrizio Barca, economista e politico italiano (Torino, n. 1954)
- Fabrizio D'Ascenzo, economista italiano (Roma, n. 1966)
- Fabrizio Zilibotti, economista italiano (Vignola, n. 1964)

## Editori(1)
- Fabrizio Serra, editore italiano (Pisa, n. 1953)

## Egittologi(1)
- Sergio Donadoni, egittologo italiano (Palermo, n. 1914 - Roma, † 2015)

## Etnografi(1)
- Fabrizio Mori, etnografo e archeologo italiano (Cascina, n. 1925 - Trequanda, † 2010)

## Filosofi(1)
- Fabrizio Desideri, filosofo italiano (Empoli, n. 1953)

## Fondisti(2)
- Fabrizio Pedranzini, ex fondista italiano (Santa Caterina Valfurva, n. 1954)
- Fabrizio Zardini, fondista e sciatore alpino italiano (Cortina d'Ampezzo, n. 1967 - Belluno, † 2024)

## Francesisti(1)
- Fabrizio Cruciani, francesista e critico teatrale italiano (n. 1942 - Roma, † 1992)

## Fumettisti(3)
- Fabrizio Accatino, fumettista italiano (Torino, n. 1971)
- Fabrizio Busticchi, fumettista italiano (Milano, n. 1953 - Milano, † 2017)
- Fabrizio Petrossi, fumettista italiano (Napoli, n. 1966)

## Funzionari(2)
- Fabrizio Castaldi, funzionario e dirigente pubblico italiano (Roma, n. 1971)
- Fabrizio Plutino, prefetto, patriota e politico italiano (Reggio Calabria, n. 1837 - Reggio Calabria, † 1925)

## Generali(2)
- Fabrizio Castagnetti, generale italiano (Velleia, n. 1945 - Velleia, † 2018)
- Fabrizio Sforza di Caravaggio, generale e nobile italiano (Milano, n. 1580 - † 1625)

## Geografi(1)
- Fabrizio Bartaletti, geografo italiano (Livorno, n. 1951)

## Giocatori di biliardo(1)
- Fabrizio Borroni, giocatore di biliardo italiano (Rho, n. 1971)

## Giocatori di calcio a 5(1)
- Fabrizio Amoroso, giocatore di calcio a 5 italiano (Milano, n. 1980)

## Giocatori di football americano(2)
- Fabrizio Bressan, giocatore di football americano e allenatore di football americano italiano (Trieste, n. 1966)
- Fabrizio Nanni, giocatore di football americano italiano (Italia)

## Giornalisti(20)
- Fabrizio Ardito, giornalista, fotografo e scrittore italiano (Roma, n. 1957)
- Fabrizio Binacchi, giornalista e conduttore televisivo italiano (Suzzara, n. 1960)
- Fabrizio Brancoli, giornalista italiano (Montecatini Terme, n. 1965)
- Fabrizio Calvi, giornalista e saggista francese (Alessandria d'Egitto, n. 1954 - Aubonne, † 2021)
- Fabrizio Carbone, giornalista e scrittore italiano (Viterbo, n. 1942)
- Fabrizio Carloni, giornalista e storico italiano (Roma, n. 1953)
- Fabrizio Dragosei, giornalista italiano (Roma, n. 1950)
- Fabrizio Failla, giornalista e telecronista sportivo italiano (Firenze, n. 1961)
- Fabrizio Falconi, giornalista e scrittore italiano (Roma, n. 1959)
- Fabrizio Feo, giornalista italiano (Salerno, n. 1957)
- Fabrizio Ferrari, giornalista italiano (Arezzo, n. 1972)
- Fabrizio Forquet, giornalista italiano (Napoli, n. 1967 - Roma, † 2016)
- Fabrizio Gatta, giornalista, conduttore televisivo e presbitero italiano (Roma, n. 1963)
- Fabrizio Gatti, giornalista e scrittore italiano (Milano, n. 1966)
- Fabrizio Maffei, giornalista e conduttore televisivo italiano (Roma, n. 1955)
- Fabrizio Menghini, giornalista italiano (Roma, n. 1921 - Roma, † 1995)
- Fabrizio Pasquero, giornalista e autore televisivo italiano (Sanremo, n. 1937 - Milano, † 2023)
- Fabrizio Romano, giornalista italiano (Napoli, n. 1993)
- Fabrizio Turco, giornalista e scrittore italiano (Torino, n. 1968)
- Fabrizio Zampa, giornalista, critico musicale e fotografo italiano (Roma, n. 1937 - Roma, † 2023)

## Giuristi(1)
- Fabrizio Stella, giurista e avvocato italiano (Umbertide, n. 1565 - Umbertide, † 1644)

## Hockeisti su ghiaccio(1)
- Fabrizio Fontanive, ex hockeista su ghiaccio italiano (Agordo, n. 1977)

## Hockeisti su pista(1)
- Fabrizio Ciocale, hockeista su pista argentino (San Juan, n. 1998)

## Imprenditori(3)
- Fabrizio Corsi, imprenditore e dirigente sportivo italiano (Empoli, n. 1960)
- Fabrizio Lori, imprenditore e dirigente sportivo italiano (Mantova, n. 1968)
- Fabrizio Ruffo, imprenditore e politico italiano (Napoli, n. 1843 - Roma, † 1917)

## Informatici(1)
- Fabrizio Luccio, informatico italiano (Tripoli, n. 1938)

## Ingegneri(2)
- Fabrizio D'Aloia, ingegnere e imprenditore italiano (Benevento, n. 1964)
- Fabrizio de Miranda, ingegnere italiano (Napoli, n. 1926 - Milano, † 2015)

## Kickboxer(1)
- Fabrizio Paterna, kickboxer italiano (Palermo, n. 1974)

## Letterati(1)
- Fabrizio Colamussi, letterato e poeta italiano (Piazza Armerina, n. 1889 - Lecce, † 1955)

## Matematici(2)
- Fabrizio Catanese, matematico italiano (Firenze, n. 1950)
- Fabrizio Mordente, matematico italiano (Salerno, n. 1532)

## Medici(1)
- Fabrizio Soccorsi, medico italiano (Roma, n. 1942 - Roma, † 2021)

## Militari(2)
- Fabrizio Colloredo, militare e ambasciatore italiano (Friuli, n. 1576 - Firenze, † 1645)
- Fabrizio Vassalli, ufficiale, agente segreto e partigiano italiano (Roma, n. 1908 - Roma, † 1944)

## Musicisti(6)
- Fabrizio Bucciarelli, musicista e giornalista italiano (Modena, n. 1963)
- Fabrizio Cattaneo, musicista italiano (Genova, n. 1963)
- Fabrizio Consoli, musicista e cantautore italiano (Seregno, n. 1964)
- Fabrizio Frigeni, musicista, manager e produttore discografico italiano (Bergamo, n. 1976)
- Fabrizio Palma, musicista e arrangiatore italiano (Roma, n. 1962)
- Fabrizio Simoncioni, musicista, produttore discografico e fonico italiano (Arezzo, n. 1965)

## Musicologi(1)
- Fabrizio Della Seta, musicologo italiano (Roma, n. 1951)

## Nobili(6)
- Fabrizio Branciforte, nobile e politico italiano (n. 1551 - Palermo, † 1624)
- Fabrizio di Capua, nobile italiano († 1428)
- Fabrizio Caracciolo, duca di Girifalco, nobile, militare e magistrato italiano (Girifalco, n. 1607 - † 1683)
- Fabrizio I Colonna, nobile e condottiero italiano (Roma, n. 1460 - Aversa, † 1520)
- Fabrizio Gesualdo, nobile, compositore e mecenate italiano (Calitri, n. 1538 - Calitri, † 1591)
- Fabrizio da Correggio, nobile italiano (Correggio - Fabbrico, † 1597)

## Nuotatori(2)
- Fabrizio Pescatori, ex nuotatore italiano (Venezia, n. 1973)
- Fabrizio Rampazzo, ex nuotatore italiano (Padova, n. 1963)

## Organisti(1)
- Fabrizio Fontana, organista e compositore italiano (Torino, n. 1620 - Roma, † 1695)

## Orientalisti(1)
- Fabrizio Angelo Pennacchietti, orientalista, linguista e esperantista italiano (Torino, n. 1938)

## Ostacolisti(1)
- Fabrizio Mori, ex ostacolista italiano (Livorno, n. 1969)

## Pallanuotisti(1)
- Fabrizio Buonocore, pallanuotista italiano (Napoli, n. 1977)

## Pallavolisti(1)
- Fabrizio Gironi, pallavolista italiano (Vimercate, n. 2000)

## Parolieri(1)
- Fabrizio Berlincioni, paroliere e autore televisivo italiano (Napoli, n. 1956)

## Personaggi televisivi(1)
- Fabrizio Corona, personaggio televisivo e imprenditore italiano (Catania, n. 1974)

## Pianisti(1)
- Fabrizio Paterlini, pianista e compositore italiano (Mantova, n. 1973)

## Piloti automobilistici(5)
- Fabrizio Barbazza, ex pilota automobilistico italiano (Monza, n. 1963)
- Fabrizio Crestani, pilota automobilistico italiano (Conegliano, n. 1987)
- Fabrizio De Simone, pilota automobilistico italiano (Roma, n. 1971)
- Fabrizio Del Monte, pilota automobilistico italiano (Latina, n. 1980)
- Fabrizio Giovanardi, pilota automobilistico italiano (Sassuolo, n. 1966)

## Piloti di rally(1)
- Fabrizio Tabaton, ex pilota di rally italiano (Genova, n. 1955)

## Piloti motociclistici(3)
- Fabrizio Lai, pilota motociclistico italiano (Rho, n. 1978)
- Fabrizio Meoni, pilota motociclistico italiano (Castiglion Fiorentino, n. 1957 - Kiffa, † 2005)
- Fabrizio Pirovano, pilota motociclistico italiano (Biassono, n. 1960 - Monza, † 2016)

## Pittori(7)
- Fabrizio Boschi, pittore italiano (Firenze, n. 1572 - Firenze, † 1642)
- Fabrizio Cartolari, pittore italiano (Verona, n. 1729 - † 1816)
- Fabrizio Castello, pittore italiano (n. 1562 - † 1617)
- Fabrizio Clerici, pittore, scenografo e costumista italiano (Milano, n. 1913 - Roma, † 1993)
- Fabrizio Fabbri, pittore e fumettista italiano (Palazzuolo sul Senio, n. 1954)
- Fabrizio Galliari, pittore e scenografo italiano (Andorno Micca, n. 1709 - Treviglio, † 1790)
- Fabrizio Santafede, pittore italiano (Napoli - Napoli, † 1626)

## Poeti(2)
- Fabrizio Bajec, poeta e drammaturgo francese (Tunisi, n. 1975)
- Fabrizio Bernini, poeta e critico letterario italiano (Broni, n. 1974)

## Politici(28)
- Fabrizio Abbate, politico italiano (Terracina, n. 1940 - Roma, † 2001)
- Fabrizio Benzoni, politico italiano (Brescia, n. 1985)
- Fabrizio Bertot, politico italiano (Torino, n. 1967)
- Fabrizio Bocchino, politico e fisico italiano (Erice, n. 1968)
- Fabrizio Felice Bracco, politico italiano (Perugia, n. 1946)
- Fabrizio Brignolo, politico italiano (Asti, n. 1968)
- Fabrizio Camilli, politico e imprenditore italiano (Roma, n. 1955)
- Fabrizio Cecchetti, politico italiano (Rho, n. 1977)
- Fabrizio Cesetti, politico italiano (Montegiorgio, n. 1957)
- Fabrizio Cicchitto, politico italiano (Roma, n. 1940)
- Fabrizio Colonna Avella, politico italiano (Roma, n. 1848 - Roma, † 1923)
- Fabrizio Comba, politico italiano (Torino, n. 1966)
- Fabrizio Comencini, politico italiano (Garda, n. 1953)
- Fabrizio Di Stefano, politico italiano (Casoli, n. 1965)
- Fabrizio Lanza, politico italiano (Palermo, n. 1896 - † 1976)
- Fabrizio Lazari, politico e militare italiano (Alessandria, n. 1797 - Torino, † 1860)
- Fabrizio Maffi, politico e medico italiano (San Zenone al Po, n. 1868 - Cavi di Lavagna, † 1955)
- Fabrizio Mattei, politico italiano (Prato, n. 1952)
- Fabrizio Matteucci, politico italiano (Ravenna, n. 1957 - Ravenna, † 2020)
- Fabrizio Moncada, politico italiano († 1578)
- Fabrizio Morri, politico italiano (Urbino, n. 1954 - Torino, † 2024)
- Fabrizio Neri, politico italiano (Massa, n. 1953)
- Fabrizio Ortis, politico italiano (Campobasso, n. 1971)
- Fabrizio Rossi, politico italiano (Montalcino, n. 1975)
- Fabrizio Sacerdoti, politico italiano (Roma, n. 1950)
- Fabrizio Sala, politico italiano (Milano, n. 1971)
- Fabrizio Trentacoste, politico italiano (Palermo, n. 1975)
- Fabrizio Vigni, politico italiano (Siena, n. 1956)

## Produttori cinematografici(1)
- Fabrizio Celestini, produttore cinematografico, produttore teatrale e imprenditore italiano (Milano, n. 1959)

## Produttori discografici(2)
- Fabrizio Barbacci, produttore discografico, compositore e musicista italiano (Arezzo, n. 1963)
- K-Conjog, produttore discografico e compositore italiano

## Pugili(1)
- Fabrizio De Chiara, pugile italiano (Cologno Monzese, n. 1971 - Avenza, † 1996)

## Rapper(2)
- Supa, rapper italiano (Stresa, n. 1973)
- Fabri Fibra, rapper italiano (Senigallia, n. 1976)

## Registi(8)
- Fabrizio Catalano, regista e drammaturgo italiano (Palermo, n. 1975)
- Fabrizio Cattani, regista e sceneggiatore italiano (Colonnata, n. 1967)
- Fabrizio Maria Cortese, regista e sceneggiatore italiano (Nociglia, n. 1970)
- Fabrizio Costa, regista italiano (Trieste, n. 1957)
- Fabrizio De Angelis, regista, sceneggiatore e produttore cinematografico italiano (Roma, n. 1940)
- Fabrizio Laurenti, regista e sceneggiatore italiano (Roma, n. 1956)
- Fabrizio Lazzaretti, regista, direttore della fotografia e produttore televisivo italiano (Roma, n. 1966)
- Fabrizio Lori, regista e produttore cinematografico italiano (Roma, n. 1946)

## Rugbisti a 15(2)
- Fabrizio Franzoni, rugbista a 15 italiano (Montichiari, n. 1985)
- Fabrizio Sepe, rugbista a 15 italiano (Roma, n. 1987)

## Sassofonisti(1)
- Fabrizio Paoletti, sassofonista italiano (Tolentino, n. 1961)

## Scacchisti(1)
- Fabrizio Bellia, scacchista italiano (n. 1963)

## Sceneggiatori(2)
- Fabrizio Bozzetti, sceneggiatore e scrittore italiano (Milano, n. 1971)
- Fabrizio Taglioni, sceneggiatore e regista italiano (Roma, n. 1913)

## Schermidori(1)
- Fabrizio Verrone, schermidore e maestro di scherma italiano (Foggia, n. 1984)

## Sciatori alpini(1)
- Fabrizio Tescari, ex sciatore alpino italiano (Asiago, n. 1969)

## Scrittori(10)
- Fabrizio Acanfora, scrittore, blogger e attivista italiano (Napoli, n. 1975)
- Fabrizio Carcano, scrittore e giornalista italiano (Milano, n. 1973)
- Fabrizio Calzia, scrittore e editore italiano (Genova, n. 1960)
- Fabrizio Dentice, scrittore e giornalista italiano (Roma, n. 1919 - Milano, † 2020)
- Fabrizio Onofri, scrittore, sceneggiatore e politico italiano (Roma, n. 1917 - Fregene, † 1982)
- Fabrizio Patriarca, scrittore e saggista italiano (Roma, n. 1972)
- Fabrizio Sarazani, scrittore, drammaturgo e giornalista italiano (Roma, n. 1905 - Roma, † 1987)
- Fabrizio Silei, scrittore italiano (Firenze, n. 1967)
- Fabrizio Trecca, scrittore e conduttore televisivo italiano (Roma, n. 1940 - Roma, † 2014)
- Fabrizio Venerandi, scrittore italiano (Genova, n. 1970)

## Scultori(1)
- Fabrizio De Magistris, scultore italiano

## Storici della filosofia(1)
- Fabrizio Lomonaco, storico della filosofia italiano (Napoli, n. 1959)

## Terroristi(1)
- Fabrizio Zani, ex terrorista italiano (Milano, n. 1953)

## Triplisti(2)
- Fabrizio Donato, ex triplista e ex lunghista italiano (Latina, n. 1976)
- Fabrizio Schembri, triplista italiano (Saronno, n. 1981)

## Trombettisti(1)
- Fabrizio Bosso, trombettista italiano (Torino, n. 1973)

## Ultramaratoneti(1)
- Fabrizio Baldis, ultramaratoneta italiano (Cenate Sopra, n. 1972)

## Vescovi cattolici(2)
- Fabrizio Gallo, vescovo cattolico italiano (Nola, † 1614)
- Fabrizio Selvi, vescovo cattolico italiano (Sorano, n. 1752 - Siena, † 1843)

## Senza attività specificata(4)
- Fabrizio del Carretto, italiano (Finale Ligure, n. 1455 - Rodi, † 1521)
- Fabrizio Cornegliani, paraciclista italiano (Miradolo Terme, n. 1969)
- Fabrizio Macchi, paraciclista italiano (Varese, n. 1970)
- Fabrizio Quattrocchi, italiano (Catania, n. 1968 - Baghdad, † 2004)